# Tomás Guzmán
Tomás Guzmán   (Xile, 4 d'abril de 2005) és un cantant xilè establert a Catalunya.
De pares músics i professors de cant, és originari de Xile i la seva passió per la música és heredada. Amb tot, el 2020 va viatjar a Catalunya com a turista i per l'esclat de la pandèmia de COVID-19 hi ha romàs. Concretament, visitava Sitges, tot i que finalment la seva família i ell van traslladar-se al poble d'Araós, situat a Alins. Van prendre aquesta decisió perquè coneixien una altra família a Sort. Llavors ell va començar a estudiar a l'Institut Hug Roger III.
El 2023, va entrar a la segona temporada del concurs musical de TV3 Eufòria. En la darrera fase del càsting, va cantar «Never Be Alone», de Shawn Mendes. Va estrenar-se versionant «Suspicious Minds» d'Elvis Presley i, amb l'aclamació de públic i jurat i contràriament al seu company de província Ethan Barea, va passar al següent programa. En la segona gala, va fregar el premi de l'actuació favorita per la cançó «Wake Me Up Before You Go-Go» de Wham!, que al capdavall es va endur Sofia Coll. A més a més, en la cinquena gala, en què el vot del públic era tingut com a primordial, en va rebre l'11 % i va constituir un dels cinc concursants salvats.
Toca l'ukelele i el piano i els seus grans referents musicals són Frank Sinatra i Elvis Presley.